# Roberto Monserrat
Roberto Carlos Monserrat (ur. 13 września 1968 w Córdobie) – argentyński piłkarz, grający podczas kariery na pozycji pomocnika.

## Kariera klubowa
Roberto Monserrat rozpoczął karierę w drugoligowym Belgrano Córdoba w 1989. W 1991 wywalczył z Belgrano awans do pierwszej ligi. W lidze argentyńskiej zadebiutował 1 września 1991 w przegranym 0-1 meczu z Deportivo Español. W trakcie sezonu 1992/93 przeszedł do San Lorenzo de Almagro. Z San Lorenzo zdobył mistrzostwo Argentyny Clausura 1995.
Na początku sezonu 1996/97 przeszedł do River Plate. Z River Plate trzykrotnie zdobył mistrzostwo Argentyny: Apertura 1996, Clausura 1997, Apertura 1997 oraz Supercopa Sudamericana 1997. W 1998 Monserrat odszedł z River i kolejne trzy sezony spędził kolejno w: Colónie Santa Fe, Racing Club de Avellaneda i Argentinos Juniors, w którym pożegnał się z argetyńską ekstraklasą. Ogółem w latach 1991-2001 Monserrat rozegrał 298 meczów, w których strzelił 43 bramki.
W latach 2002–2003 był zawodnikiem piątoligowego Villa Dálmine Buenos Aires, z którym w 2003 awansował do czwartej ligi. W latach 2003–2005 występował w Racingu Córdoba, z którym w 2004 awansował na zaplecze ekstraklasy. Karierę zakończył w piątoligowym Alumni Villa Maria w 2006.
| Sezon     | Klub                            | Kraj      | Rozgrywki               | Mecze | Bramki |
| --------- | ------------------------------- | --------- | ----------------------- | ----- | ------ |
| 1989/90   | Belgrano Córdoba                | Argentyna | Primera B Nacional      | ?     | ?      |
| 1990/91   | Belgrano Córdoba                | Argentyna | Primera B Nacional      | ?     | ?      |
| 1991/92   | Belgrano Córdoba                | Argentyna | Primera División        | 29    | 4      |
| 1992/93   | Belgrano Córdoba                | Argentyna | Primera División        | 19    | 3      |
| 1992/93   | San Lorenzo de Almagro          | Argentyna | Primera División        | 19    | 8      |
| 1993/94   | San Lorenzo de Almagro          | Argentyna | Primera División        | 32    | 5      |
| 1994/95   | San Lorenzo de Almagro          | Argentyna | Primera División        | 32    | 8      |
| 1995/96   | San Lorenzo de Almagro          | Argentyna | Primera División        | 25    | 1      |
| 1996/97   | San Lorenzo de Almagro          | Argentyna | Primera División        | 1     | 0      |
| 1996/97   | River Plate                     | Argentyna | Primera División        | 33    | 9      |
| 1997/98   | River Plate                     | Argentyna | Primera División        | 19    | 1      |
| 1998/99   | CA Colón                        | Argentyna | Primera División        | 34    | 1      |
| 1999/2000 | Racing Club de Avellaneda       | Argentyna | Primera División        | 27    | 3      |
| 2000/01   | Argentinos Juniors Buenos Aires | Argentyna | Primera División        | 26    | 0      |
| 2001/02   | Villa Dálmine Buenos Aires      | Argentyna | Primera C Metropolitana | ?     | ?      |
| 2002/03   | Villa Dálmine Buenos Aires      | Argentyna | Primera C Metropolitana | 21    | 1      |
| 2003/04   | Racing Córdoba                  | Argentyna | Torneo Argentino A      | 18    | 2      |
| 2004/05   | Racing Córdoba                  | Argentyna | Primera B Nacional      | 32    | 3      |
| 2005/06   | Alumni Villa Maria              | Argentyna | Torneo Argentino C      | 2     | 0      |

## Kariera reprezentacyjna
W reprezentacji Argentyny Monserrat zadebiutował 15 grudnia 1993 w wygranym 2-1 towarzyskim meczu Z Niemcami. Ostatni raz w reprezentacji Monse wystąpił 14 lutego 1995 w wygranym 4-1 towarzyskim meczu z Bułgarią. W 1997 był w kadrze na turniej Copa América. Ogółem w barwach albicelestes wystąpił w 4 meczach.
| Mecze i gole w reprezentacji | Mecze i gole w reprezentacji | Mecze i gole w reprezentacji | Mecze i gole w reprezentacji | Mecze i gole w reprezentacji | Mecze i gole w reprezentacji | Mecze i gole w reprezentacji |
| Lp.                          | Data                         | Miasto                       | Przeciwnik                   | Gol                          | Wynik                        | Rozgrywki                    |
| ---------------------------- | ---------------------------- | ---------------------------- | ---------------------------- | ---------------------------- | ---------------------------- | ---------------------------- |
| 1.                           | 15.12.1993                   | Miami                        | Niemcy                       |                              | 2:1                          | towarzyski                   |
| 2.                           | 23.03.1994                   | Recife                       | Brazylia                     |                              | 0:2                          | towarzyski                   |
| 3.                           | 20.04.1994                   | Salta                        | Maroko                       |                              | 3:1                          | towarzyski                   |
| 4.                           | 14.02.1995                   | Mendoza                      | Bułgaria                     |                              | 4:1                          | towarzyski                   |

W 1995 zdobył z Argentyną złoty medal Igrzysk Panamerykańskich. Na turnieju w Mar del Plata Monserrat wystąpił we wszystkich sześciu meczach z USA, Hondurasem (dwukrotnie), Paragwajem, Chile i Meksykiem.